# Tigre contro tigre (programma televisivo)
Tigre contro tigre era un programma televisivo italiano di varietà, in onda il giovedì per 6 puntate, dal 25 agosto al 29 settembre 1966, sul Programma Nazionale, con la conduzione di Gino Bramieri e Marisa Del Frate e la direzione musicale di Aldo Buonocore. Gli autori erano Italo Terzoli e Bernardino Zapponi, il regista Vito Molinari.
Le due tigri che danno il titolo al programma sono la televisione e il cinema, che vengono messi a confronto in una sorta di gara scherzosa, in cui Bramieri sostiene la televisione e la Del Frate il cinema. Alla trasmissione intervengono numerosi ospiti, chiamati dai conduttori a sostenere il cinema o la televisione. Lo spettacolo è completato da scenette comiche, canzoni e balletti.    